# Jean-Claude Neckelbrouck
Jean-Claude Neckelbrouck (* 1944) ist ein belgischer Kameramann.

## Leben
Nach Absolvierung eines Studiums am Institut national supérieur des arts du spectacle et des techniques de diffusion (INSAS) in Brüssel 1966 arbeitete  Neckelbrouck als Kameramann zunächst unter dem Namen Claude Neckel für eine Reihe von belgischen Experimentalfilmern, wie Boris Lehmann (* 1942), Patrick Conrad (* 1945) und Roland Lethem  (* 1942). Lethems Kurzfilme wurden auf diversen Underground-Festivals vorgestellt und mehrfach mit Preisen ausgezeichnet. 1968 war er Kameraassistent von Ghislain Cloquet in dem Spielfilm Ein Abend... ein Zug von André Delvaux, mit Yves Montand und Anouk Aimée in den Hauptrollen. Seinen ersten Auftrag als Kameramann in einem Spielfilm hatte er in Samy Pavels Film Les deux saisons de la vie, der 1972 in Venedig mit dem Venezia Giovani Award ausgezeichnet wurde.
Ab Mitte der 1970er Jahre arbeitete er vor allem für Fernsehserien und Dokumentarfilme des belgischen Fernsehens. 1985 war er Kameramann in Brel, un cri, ein Dokumentarfilm des belgischen Fernsehens über den Chansonsänger Jacques Brel.
Neckelbrouck ist Mitglied der Belgian Society of Cinematographers (SBC).

## Filmografie (Auswahl)
- 1972: Les deux saisons de la vie, Regie: Samy Pavel
- 1974: Miss O’Gynie et les hommes fleurs, Regie: Samy Pavel
- 1989: Blueberry Hill, Regie: Robbe De Hert
- 1990: Je suis fou, je suis sot, je suis méchant, Dokumentarfilm, Regie: Luc de Heusch
- 1990: Un été après l’autre
- 1991: Nuit et Jour – Die Nacht, der Tag (Nuit et Jour)
- 1996: Mon Amour – Eine mörderische Liebe (Mon amour)
- 1998: La carte postale (Kurzfilm)
- 2000: Marine et Fabian, Regie: Michel Mees